# Caledon (Sudafrica)
Caledon è un paese sudafricano, situato nella provincia del Capo Occidentale, più precisamente nella Municipalità locale di Theewaterskloof del distretto di Overberg. La popolazione di Caledon ammonta a circa 13 020 abitanti.
Caledon dista circa 100 km dalla capitale Città del Capo ed è situata sulla National Route 2, una delle più importanti strade del Sudafrica. È inoltre attraversata dalla Overberg branch line, la principale linea ferroviaria del distretto di Overberg.
Quella di Caledon è una regione principalmente agricola e la maggior parte delle attività riguarda la produzione di grano e, in minor parte, l'allevamento. Il paese è conosciuto per la presenza di uno stabilimento termale e di un casinò e per le dolci colline e i campi di colza che ne caratterizzano il paesaggio.
Il clima è mediterraneo, con estati calde e asciutte e inverni freschi e umidi. Le temperature sono determinate dalla sua vicinanza alla parte meridionale dell'oceano Atlantico, diviso dall'entroterra dalla catena delle Kleinriver Mountains.
Originariamente la denominazione in olandese della località in cui oggi sorge Caledon era Bad agter de Berg (Terme dietro la montagna). Lo stabilimento termale fu costruito nel 1797 e nacque un villaggio chiamato Swartberg, che avrebbe poi preso l'attuale nome di Caledon in onore del nobile irlandese Du Pre Alexander, II conte di Caledon, nonché primo governatore britannico del Capo d'Africa.